# Łania (przystanek kolejowy)
Łania – wąskotorowy przystanek osobowy w Łanii, w gminie Chodecz, w powiecie włocławskim, w województwie kujawsko-pomorskim, w Polsce. Został wybudowany w 1914 roku przez okupacyjne wojska niemieckie razem z linią kolejową z Boniewa do Krośniewic.